# Rajon Kruhlaje

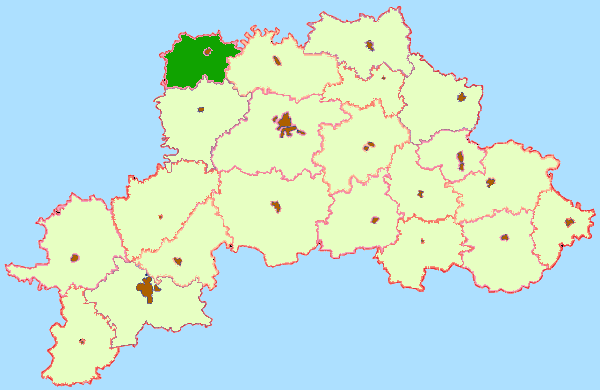
Rajon Kruhlaje, Karte

Der Rajon Kruhlaje (belarussisch Круглянскі раён; russisch Круглянский район) ist eine Verwaltungseinheit in der Mahiljouskaja Woblasz in Belarus mit dem administrativen Zentrum in der Siedlung städtischen Typs Kruhlaje. Der Rajon hat eine Fläche von 882 km² und umfasst 144 Ortschaften.

## Geographie
Der Rajon Kruhlaje liegt im Nordwesten der Woblast Mahiljou. Die Nachbarrajone in der Woblast Mahiljou sind im Osten Schklou und im Süden Bjalynitschy. Im Norden grenzt Kruhlaje an Rajon Talatschyn in der Wizebskaja Woblasz und im Westen an Rajon Krupsk in der Minskaja Woblasz.